# 航空交通管制部

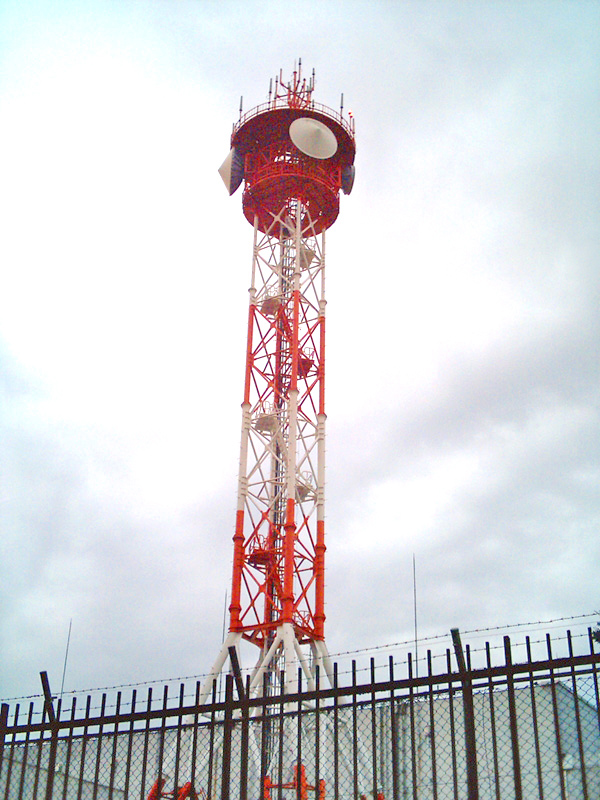
東京航空交通管制部的通信塔

航空交通管制部（日语：／ Kōkū kōtsū kanseibu */?）是日本國土交通省的地方支分部局，主管航空交通管制業務。

## 概要

### 航空交通管制部一覧
日本全境屬於福岡飛航情報區（福岡FIR），由四個航空交通管制部控管。航空交通管制部的ICAO代碼分別為札幌ACC的RJCG、東京ACC的RJTG、福岡ACC的RJDG、神户ACC的RJBG。各個航空交通管制部再將管轄空域細分為各分區以便執行業務。
航空交通管理中心設有流量管理中心（ATMC、ATM Center）。ATMC負責管理日本上空的航空交通，並確保航空交通安全與擴大航空交通容量。此外也負責福岡FIR內的太平洋、菲律賓海上空的空域管制。
札幌航空交通管制部（札幌ACC） - 北海道札幌市東區
分區數7。負責東京ACC以北的航空交通管制。
東京航空交通管制部（東京ACC） - 埼玉縣所澤市
分區數22。负责宮城縣、山形縣至岡山縣、島根縣附近的航空交通管制。
所澤航空紀念公園內，鄰接所澤航空發源紀念館。
福岡航空交通管制部（福岡ACC） - 福岡縣福岡市東區
分區數8。目前正在进行区域重组，负责東京ACC以西33,500英尺以上高空和未移交给神户ACC·ATMC的冲绳本岛以南先岛群岛·冲绳西方东中国海等部分洋上低空航路的管制。原福江走廊已于2021年移交仁川飞行情报区
附設日本流量管理中心 (ATMC) ，福冈VORTAC（DGC），ICAO機場代碼RJJJ
神户航空交通管制部（神户ACC） - 兵库县神户市西区
分區數11。在旧神户航空卫星中心的基础上，将旧那霸ACC迁至该地设立。目前正在进行区域重组，截至2022年2月，负责冈山县、鳥取县以西、瀬户内海備讃瀬戸以南、紀伊水道以西和冲绳本岛中部北侧空域低于33,500英尺的航路管制。在冲绳县那霸市设立了神户航空交通管制部那霸分室。
那霸航空交通管制部（那霸ACC） - 沖繩縣那霸市
分區數3。负责沖繩縣、鹿兒島縣（奄美附近）的航空交通管制。
2018年10月廢止，業務將移交給新設的神戶航空交通管制部（神戶ACC）（兵庫縣神戶市西區）。

### 業務內容
航空交通管制部除了有航空管制官24小時進行航空交通管制業務外，另有航空管制技術官提供技術協助。管制官使用整合航路管制系統（Integrated En-route Control System, IECS）) 與雷達上的飛機溝通。機場管制、終端雷達管制與控制台共通化的統合管制情報處理系統已規劃從2017年開始陸續導入，導入後將改用軌跡化航線交通資料處理系統（Trajectorized En-route traffic data Processing System, TEPS）。
各分區配有兩位管制官，一人是負責對駕駛提出指示的「雷達對空席」、一人是與機場等其他機關協調的「調整席」（也就是說，有22個分區的東京ACC有44名管制官執行業務）。為了維持集中力，兩位管制官每30分交換，另也會針對上下午分配不同的負責分區。

## 日本管制空域的重整
現在日本空域分為四大區域，但由於廉價航空公司的班次大幅增加，管制能力已接近臨界值，國土交通省決定重整管制空域。重整後，每年180萬架次的處理容量將可提升至200萬架次。
國土交通省規劃的重整計畫，將札幌、東京、福岡、那霸航空交通管制部將整併為東京、神戶（新設）兩處，分別負責東日本、西日本的低高度（高度未滿10公里）空域管制，高高度（高度10公里以上）空域管制與海洋上空空域則由福岡飞航情报区（ATMC）負責。因此東京、神戶的管制官將專心在日本空域內飛機起降的調度上；通過日本上空的飛機則由ATMC統一處理。
計畫廢止的札幌、那霸將擴增終端雷達，轉為廣域終端管制設施。
2018年10月，那霸ACC人員將移駐至神戶ACC，2022年4月西日本（福岡、那霸管制空域）將先行重整為低高度、高高度雙責任區，2025年完成重整。

## 外部連結
- 航空交通管制部 （页面存档备份，存于）